# Zielątkowo (powiat człuchowski)
Zielątkowo (kaszb. Zielontkòwò) – mała osada  w Polsce położona w województwie pomorskim, w powiecie człuchowskim, w gminie Człuchów.
Mała  kaszubska osada w malowniczej okolicy nieopodal jeziora, jest częścią składową sołectwa Polnica.
W latach 1975–1998 miejscowość administracyjnie należała do województwa słupskiego.